# Dawit Turaschwili

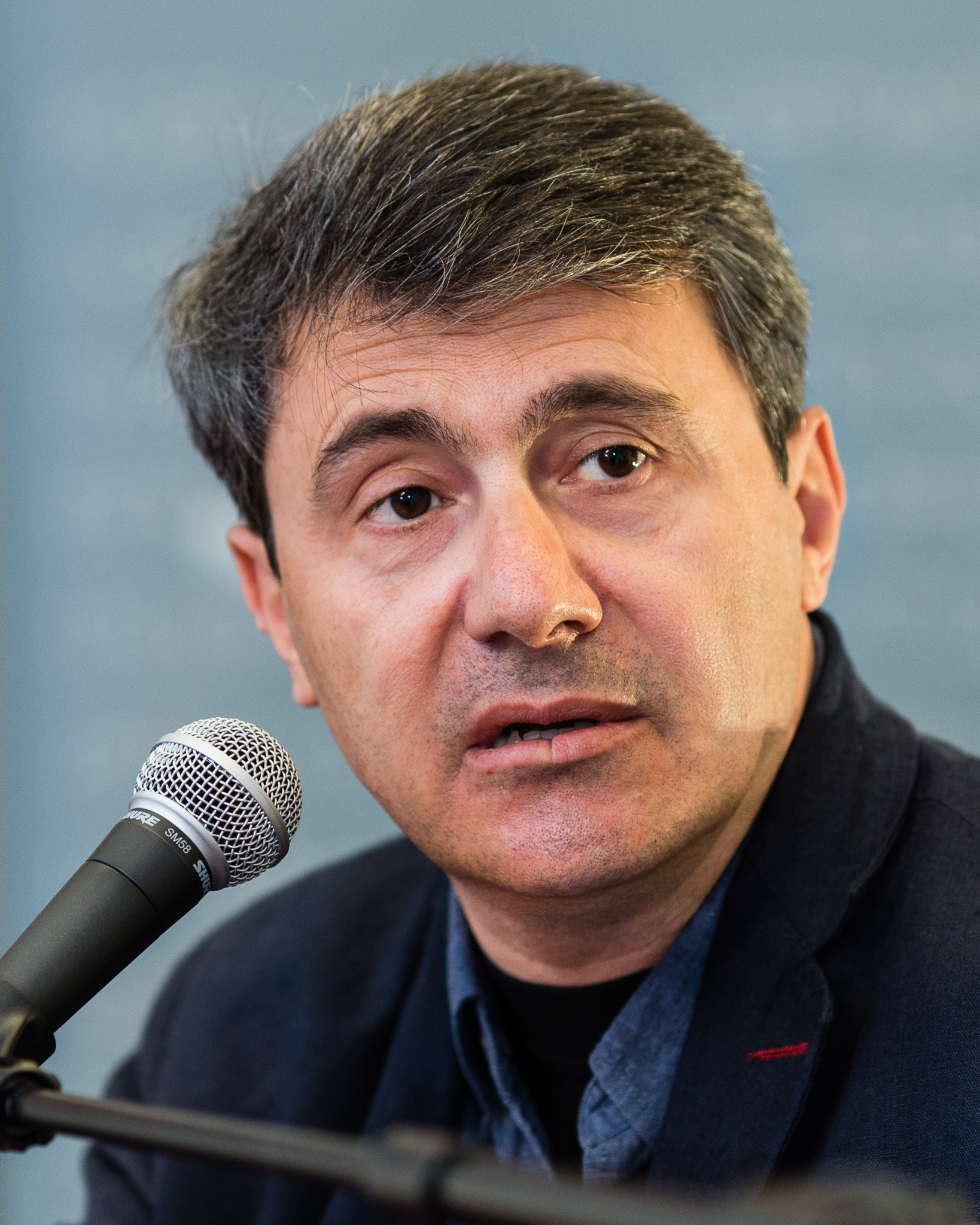
Dawit Turashwili (2017)

Dawit (Dato) Turaschwili (georgisch დავით (დათო) ტურაშვილი; * 10. Mai 1966 in Tiflis) ist ein georgischer Schriftsteller. Er veröffentlichte Erzählungen, Reiseberichte, Drehbücher und Theaterstücke.

## Leben
Dawit Turaschwili studierte Philologie und Kunstwissenschaft an der Staatlichen Universität Tiflis, in Maastricht und London. 1988 und 1989 war er einer der Anführer von Studentenprotesten am David-Goredscha-Kloster im östlichen Georgien. Heute arbeitet er als Dozent für moderne Literatur an der Universität in Tiflis.
Seine erste Erzählung wurde 1988 veröffentlicht und basiert auf den damaligen Tumulten. Er veröffentlichte bislang neun Prosabände: darunter Merani (Kurzgeschichten – 1991), Das Fest der Einsamkeit, Bekanntes und unbekanntes Amerika (Reisebericht – 1993), Begleitender Gedanke, Mein irischer Großvater, Es war und es war nicht, Kathmandu (Reisebericht – 1998), Tibet ist nicht weit, Jeansgeneration (Theaterstück – 2001) und Die georgische Nacht auf der Titanic (Erzählung – 2001). Außerdem schrieb er mehrere Drehbücher.
Im Mai 2001 wurde sein Theaterstück Jeansgeneration, verspätetes Requiem in Tiflis uraufgeführt. Es kam später auch in New York auf die Bühne. Turaschwili thematisierte darin die Tiflisser Flugzeugentführung, einen gescheiterten Fluchtversuch mehrerer junger Georgier 1984. Sie hatten eine sowjetische Linienmaschine entführt und vergeblich versucht, sie zur Landung auf einem westlichen Flughafen zu zwingen. Nach ihrer Rückkehr wurden sie mit Billigung des damaligen KP-Chefs Eduard Schewardnadse zum Tode verurteilt.
Turaschwili ist politisch und sozial engagiert. Er beteiligte sich an der
Rosenrevolution, die zum Rücktritt Präsident Schewardnadses führte. Mit dem Regisseur Giorgi Chaindrawa sowie den Mitarbeitern des Tifliser Freiheitsinstituts Giga Bokeria und Dawit Surabischwili bildete er am 10. November 2003 ein Komitee für zivilen Widerstand, das in Universitäten, Organisationen und der Provinz für Maßnahmen gegen die Regierung warb. Später protestierte er gegen den Bau der Baku-Tiflis-Ceyhan-Pipeline am Rande des Bordschomi-Charagauli-Nationalparks und sammelt gebrauchte Bücher für Gefängnis-Bibliotheken.
Turaschwili hat an Bergexpeditionen in den Kaukasus, die Anden und den Himalaya teilgenommen. Er spricht englisch, russisch und georgisch. Er ist mit Maka Kekelidse verheiratet und hat zwei Töchter.

## Werke
- Katmandu. T’bilisi 1996, ISBN 99928-52-68-2
- Unless the Town is Furnished with Cocaine: A Narrative. (Memento vom 23. April 2004 im Internet Archive) Net-Bog-Clubben, København 1998, ISBN 87-90733-02-9
- Tibet is not far. T’bilisi 2001, ISBN 99928-52-63-1
- Westflug. Übersetzt aus dem Georgischen von Anastasia Kamarauli, Wagenbach, Berlin 2014, ISBN 978-3-8031-2728-0